# Репино (Волгоградская область)
Ре́пино — хутор в Среднеахтубинском районе Волгоградской области России. Входит в состав Клетского сельского поселения. Расположен на берегу ерика Репин.

## География

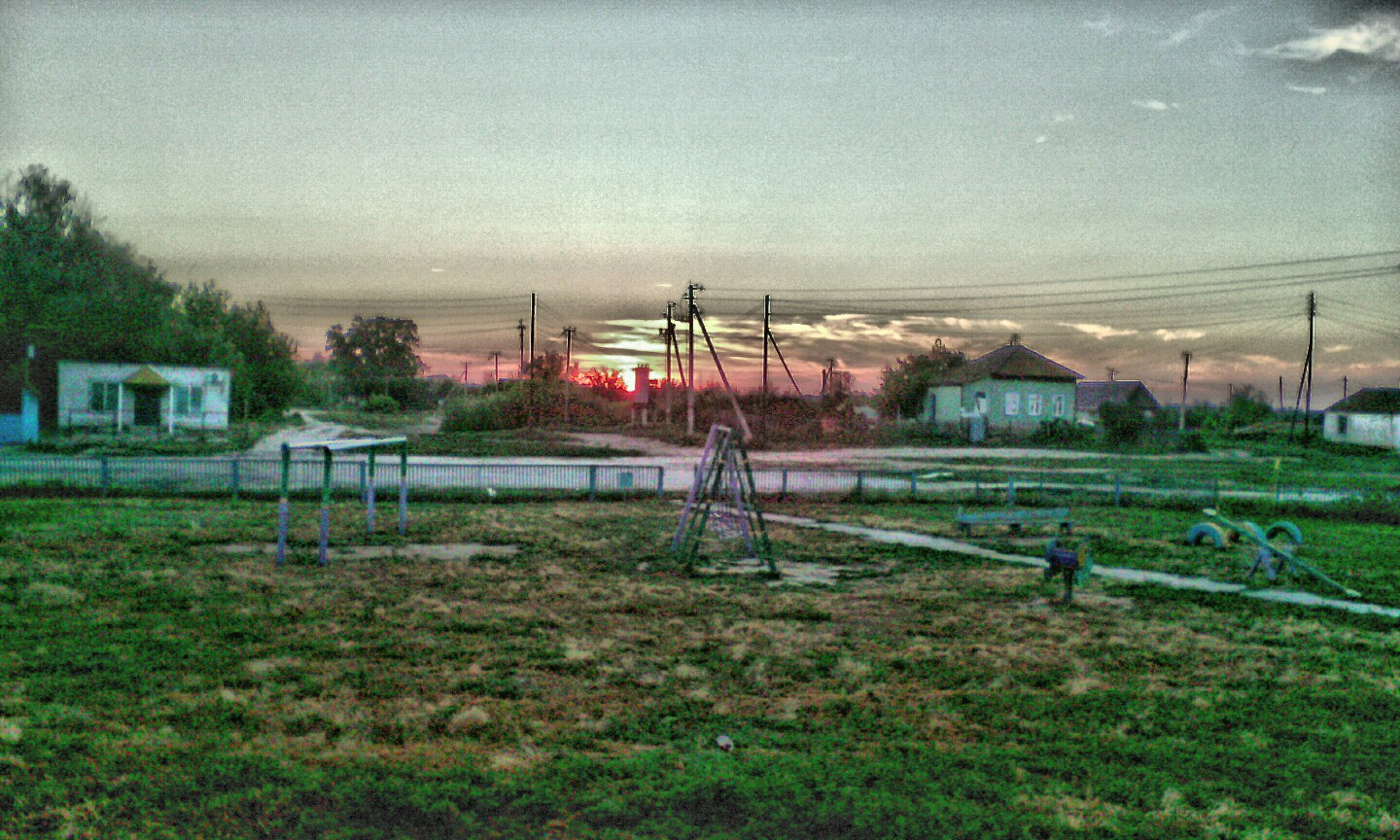
Репино летом

Расстояние от Репино до Волгограда 40 км, до Волжского 42 км, до Средней Ахтубы 44 км (25 км через хутор Чапаев зимой), до Краснослободска 35 км, до Фрунзенского поворота 30 км.
Общая площадь Репино составляет 84 гектара, 6.2 км².
Ерик Репин является одним из преобладающих водотоков на территории Среднеахтубинского района.

## История

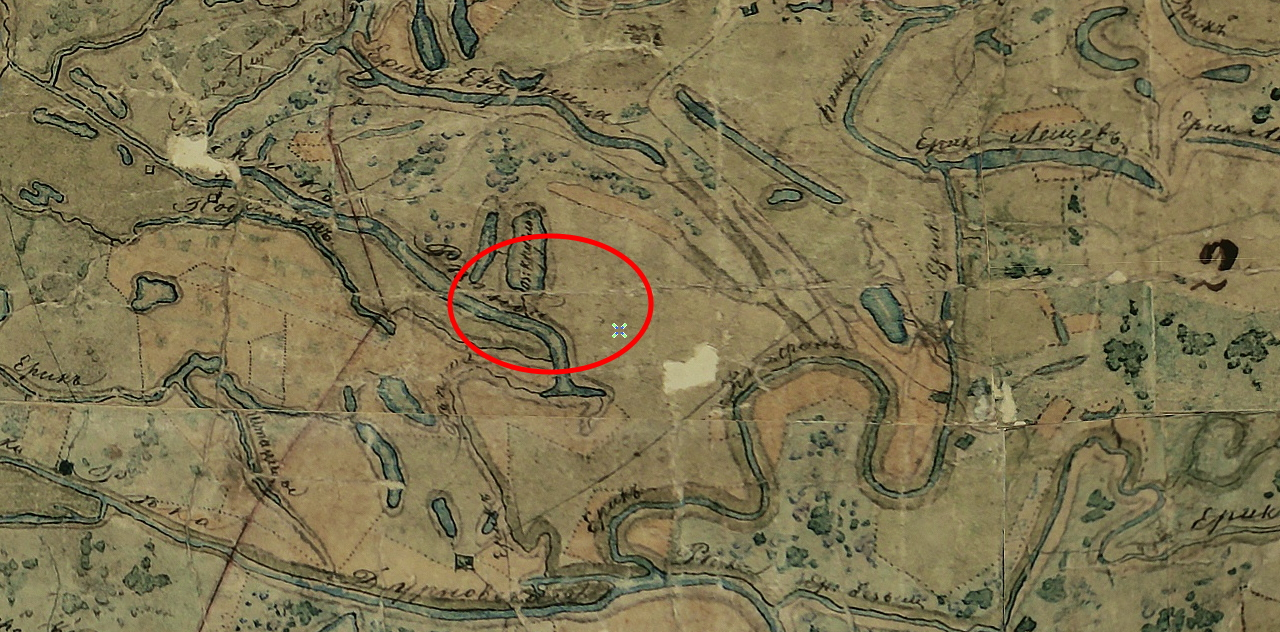
Карта Царицынского уезда Саратовской губернии 1815 год.

Окрестности хутора Репино стали заселять с начала XIX века. Об этом можно судить по древнему кладбищу в районе «Мельницы»—"Танькино", от которого не осталось даже крестов, а также по карте Саратовской губернии Царицынского уезда 1815 года ).  Так же в хуторе Репино в конце XIX — в начале XX века существовал церковный приход при священнике отце Тихоне (Тихон Соколов).
Местные жители с начала 19 века занимались животноводством, заготовкой пшеницы, продажей молока, овощей, рыбы и так далее. А также Местные жители изготавливали на продажу древесный уголь, методом поджигания в глубокой яме и с последующем засыпанием землёй дубовых брёвен, для того что бы они тлели и не превратились в золу. Полученный древесный уголь местные жители продавали в городе Царицын (нынешний город Волгоград) так как в Царицыне существовало печное отопление.
На левом берегу ерика «Сухой Каширин» стояла мельница по перемолу пшеницы, после Великой Отечественной войны её не стало, но местность так и осталась называться для ориентирования. 
1815 год. Первое упоминание хутора на карте Саратовской губернии Царицынского уезда. Также на карте присутствуют названия ериков и озёр, которыми они именуются и по сей день.
1835 год. Территория на которой расположен хутор стала относиться к Царевскому уезду, который был образован в 1835 году в составе Саратовской губернии.
В 1851 году территория Царевского уезда была передана в состав Астраханской губернии.
В 1900 году первое упоминание о церковном приходе при священнике отце Тихоне (Тихон Соколов), в хуторе Репино.
В 1919 году территория Царевского уезда вошла в состав вновь образованной Царицынской губернии (с 1925 г. — Сталинградской), центр уезда перенесён в село Ленинск, а сам уезд переименован в Ленинский.
В 1928 году все уезды Сталинградской губернии были упразднены, территория Ленинского уезда вошла в состав Ленинского района Сталинградского округа Нижне-Волжского края и был образован Среднеахтубинский район, в состав которого вошёл Репинский сельсовет (12 июля 1928 года).
С 1928 года начинается процесс объединения единоличных крестьянских хозяйств в коллективные хозяйства (колхозы) и соответственно население постепенно начинает собираться в единый хутор, так как до Коллективизации население проживало в разбросанных местах, на возвышенностях и у рек. От этого и названия в разных местах этой территории как например, «Танькино», «Катькин ерик», «Пылькин лес», «Мельница», «Батраково», «Епифаново», «Курочкина поляна», «Колин сад», «Яшкина платина (лесник)», и им подобные.
В декабре 1929 года образован колхоз «Пламя труда», объединивший все хутора, от Новенького до Репино.
В 1930 году произошло разделение колхоза: в хуторе Репино образовался колхоз «13 лет Октября», а в хуторе Клетский — колхоз «им. Кирова». Также в хуторе Репино был образован «Репинский Сельсовет».
17 марта 1931 года хутор Громки Заплавинского сельсовета был прикреплён к Репинскому сельсовету.
25 января 1935 года был образован Сталинградский район, в который вошёл Репинский сельсовет.
На 1935 год в состав Репинского сельсовета входили населённые пункты: Глушак, Громки, Лещев, Мельница, Репино, Свинуха.
3 мая 1935 года в Сталинградском крае был образован Краснослободский район, в состав которого и вошёл Репинский сельский совет.
5 декабря 1936 года была создана Сталинградская область, куда вошёл и Краснослободский район.
Во время Великой Отечественной войны, а именно в момент Сталинградской битвы в 1942 году, по нынешнему адресу ул. Молодёжная дом № 23 находился штаб секретаря Сталинградского обкома Чуянова Алексея Семёновича, который занимался вопросами тыла, а также реорганизацией производства на нужды фронта.  На юге хутора в районе озера «Садок» сгонялись пленные румынские солдаты, воевавшие за фашистскую Германию. Ещё южнее от озера «Садок» в полукилометре находится затопленный подбитый самолёт.  
Во время войны находилось 3 военных госпиталя, один из них располагался восточнее «Первой» турбазы, было очень много тяжелораненых воинов — участников Сталинградской битвы. Было много могил. 29 октября 1966 года состоялось перезахоронение в братской могиле погибших воинов, ранее захороненных на территории Рассветинской средней школы, хуторов Репино, Кривуши, Тумак, Ямы, Кузьмичи и Прыщевка. В центре Репино у колодца расположен памятник с фамилиями погибших односельчан в годы «Великой Отечественной войны». Во время войны женское население хутора активно помогало в тылу. После чего все они были удостоены медалями «За доблестный труд в Великой Отечественной войне 1941—1945 гг.».
1943 год. Сельскохозяйственная артель (колхоз) «1-е Мая» Репинского сельского Совета, Краснослободского района Сталинградской области.
На 1 июля 1945 года в состав Репинского сельсовета входили следующие населённые пункты: Репино, Малявские дачи, Громки.
11 июня 1953 года хутор Кривуша Кузьмичевского сельсовета был передан в состав Репинского сельсовета.
11 апреля 1957 года хутор Громки был переведён из административного подчинения Репинского сельсовета в подчинение Светлоярского сельсовета.
31 мая 1958 года Репинский сельсовет был упразднён, его территория включена в состав Кузьмичевского сельсовета, после чего Репино потеряло свою независимость в лице «Репинского Сельсовета».
В 1959 году ряд колхозов, в том числе и репинский «1-е Мая» были объединены в совхоз «Рассвет».
В 1960—1961 годах были построены трёхквартирные дома на МТФ, по нынешней улице Лесной. В них завозились жители Мордовии, для работ на ферме, основными профессиями были «Доярки» «Скотники» «Пастухи».
На 1 января 1964 года в состав Кузьмичёвского сельсовета входили посёлок Репино, хутора Клетский, Криуша, Маляевские дачи, Прыщевка, Щучье (по данным Списка населённых пунктов по Среднеахтубинскому району).
02 сентября 1967 года был перенесен центр Кузьмичевского сельсовета — из хутора Щучий в хутор Клетский.
На 01 января 1976 года в состав Клетского сельсовета входили посёлок Репино, хутора Клетский, Кривуша, Прыщёвка, Тумак, Щучий, Ямы (по данным Списка населённых пунктов по Среднеахтубинскому району).
В 1977 году на месте бывших теплиц был образован тракторный стан, на тот момент в хуторе Кривуша уже существовал тракторный стан, и постепенно его полностью перенесли в Репино. Стан назывался «3-м отделением», в хуторе Клетском «2-е отделение», а в хуторе Тумак «1-е отделение».
В 1979 году было построено столовая «кафе-Берёзка», после чего было начато строительство двухквартирных домов балконного и без-балконного типа.
В 1979 году во время весеннего половодья, на Волжской ГЭС поднялся критический уровень воды и чуть не привело к катастрофе. Существовала опасность прорыва плотины ГЭС. В волго-ахтубинской пойме происходила массовая эвакуация местных жителей и хозяйства. 31 апреля в Рассветинской средней школе было объявлено о каникулах в связи с наводнением, далее верхние этажи школы использовались как склады магазинов. Несчастье обошло стороной, вода подошла только к ступенькам центрального магазина и остановилась. После чего хутор зажил своей обычной жизнью.
В 1982—1983 годах был построен студенческий лагерь. Лагерь был рассчитан на 200 человек. Лагерь проработал до 1998 года.
На 1 января 1989 года в состав Клетского сельсовета входили посёлок Репино, хутора Клетский, Кривуша, Прыщёвка, Тумак, Щучий, Ямы, и Пламенка, последний был добавлен в справочник административно-территориального деления Волгоградской области 23 сентября 1987 (по данным Списка населённых пунктов по Среднеахтубинскому району).
В 1989 году был построен новый детский сад по улице Новостройка.

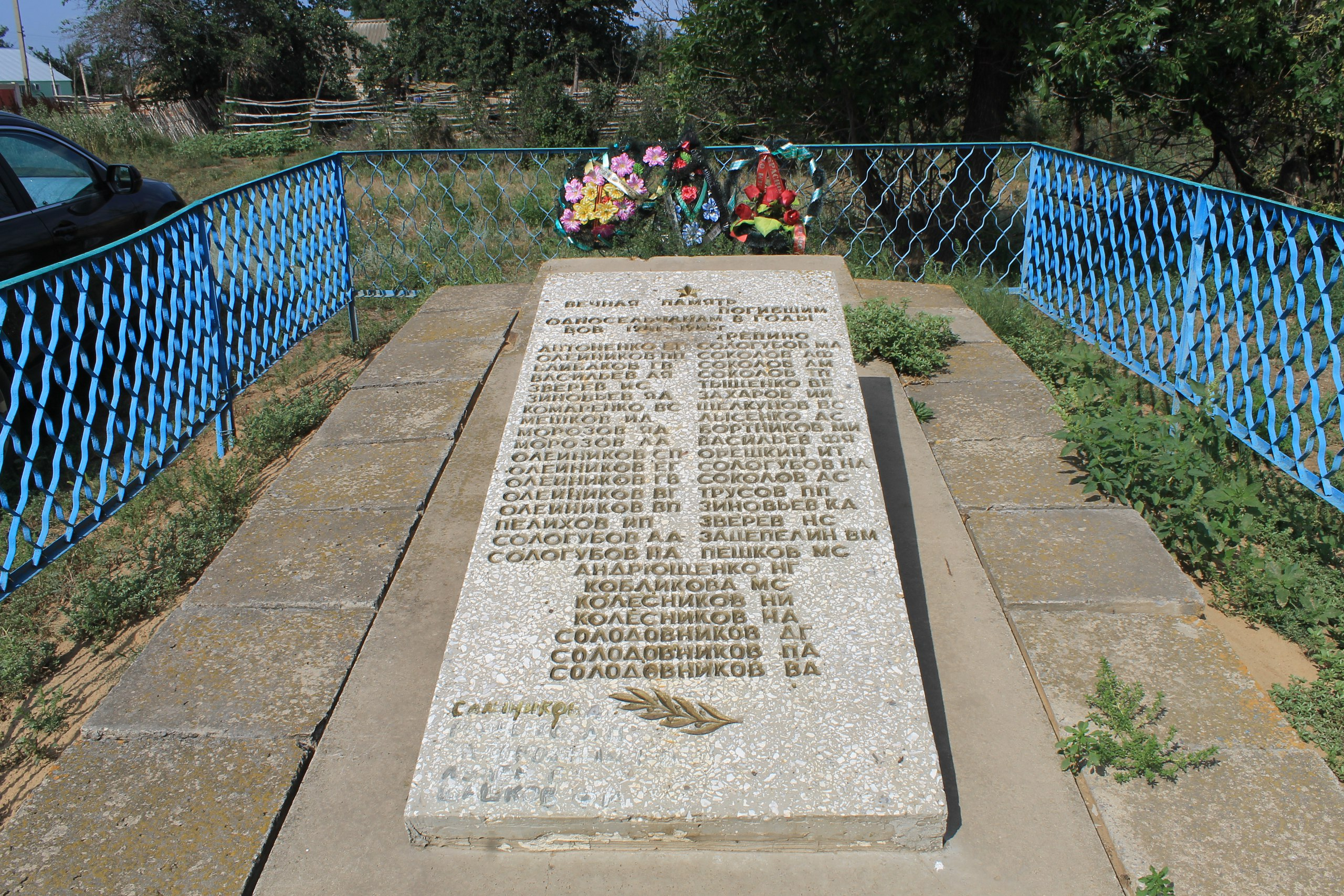
Репино памятник

В 1996 году в центре хутора была установлена памятная стела односельчанам, погибшим в годы Великой Отечественной войны.
В 1997 году обанкротился совхоз «Рассвет». Председатель совхоза Ванюков Юрий Иванович и главный экономист совхоза Малышева Любовь Степановна очень этому способствовали.
1999 год. Сельскохозяйственный производственный кооператив (сельхозартель) "Репино" был создан по решению общего собрания членов путем добровольного объединения имущественных паев (протокол собрания № 1 от 20.01.1999г). Устав зарегистрирован Администрацией Среднеахтубинского района (постановление 160 от 13.04.1999г). Свидетельство о государственной регистрации № 15б1.Учере-дители: группа граждан. Выдано свидетельство Администраци¬ей Среднеахтубинского района 13 апреля 1999 года. Юридический адрес местонахождения предприятия: 404156 Волгоградская область, Среднеахтубинский район, х. Репино. Основные виды деятельности кооператива: производство и переработка, перевозка и реализация сельхозпродукции, торгово-закупочная деятельность, автотранспортные и иные услуги населению. Решение о добровольной самоликвидации принято на собрании учредителей (протокол № 14 от 16.01.2002 года).
В середине 2000-х годов во время половодья в районе бывшего МТФ по улице Лесной местный житель, не оценив техногенных последствий, прокопал дамбу чтобы не затопило его огород, после чего, размыв полностью дамбу, вода стремительно стала затапливать улицу Лесную. Благодаря слаженной работе Краснослободским МЧС вода была остановлена. На место происшествия была доставлена спецтехника в огромном количестве, которая засыпала промытую дамбу. Население не пострадало.
2011 год, осень. В близи хутора Барбаши были обнаружены останки свиней. После экспертизы было установлено что они заражены Свиной чумой. На выезде из хутора Репино был установлен Блок-пост со шлагбаумом и с трех кубовой цистерной с дезинфекционным раствором, которым обрабатывались проезжающие автомобили, перед журналистами "Волгоград-ТРВ". В округе были вырезаны все домашние свиньи, а также перестреляны дикие свиньи. На блок-посту дежурили сотрудники ГИБДД, которые проверяли автомобили на предмет вывоза мяса свиньи.
2018 год, февраль. Впервые со времен "СССР" в хуторе были освещены ночные улицы светодиодными фонарями. 
2024 год, 12 октября. Возобновлено празднование дня хутора, 209 лет со дня первого упоминания. 

## Культура, достопримечательности
Местные жители старшего возраста помнят и поют Русские народные и казачьи песни. В местном ДК ансамбль «Хуторянки» устраивали концерты, мероприятия и выступления на праздниках. Фотоотчеты выкладывали в социальную сеть «Одноклассники», пока в ночь с 26 на 27 июля 2020 года не сгорел Репинский сельский клуб. Администрацией поселения планируется построить новый ДК на месте старого.
В центре хутора стоит кафе «Березка», которое во времена работы совхоза обеспечивала питанием рабочих и студентов из лагеря. В данный момент кафе заброшено.
На территории бывшей начальной школы создается парк в память о "Не вернувшимся односельчанам с войн и вооруженных конфликтов".

## Значимые фигуры хутора
Шмидт Артур Александрович. Переехал в 1977-м году из Казахстана. Был управляющим в третьем отделение. Первый год жил в х. Кривуши, но после переноса третьего отделения из х. Кривуши в х. Репино по его инициативе, переехал и сам жить в х. Репино. Внес значительный вклад в развитие хутора. Вывел отделение из отстающих в передовые. Построил 14 двухквартирных дома, а также два дома для управляющих, один дом для ветеринара, общественную баню которою чуть позже отдали под жилье. Обложил кирпичом ДК и школу, построил студенческий лагерь, построил столовую. Следил везде за по рядком. Прокладывал бетонные дороги по хутору, но не успел закончить в связи с переводом его в хутор Тумак, приблизительно в 1987 году.

## Население
| 2010 |
| ---- |
| 269  |

## Инфраструктура
На юго-востоке хутора расположена вышка сотовой связи «МегаФон», она стала четырёхсотой базовой станцией компании установленной в Волгоградской области и самой высокой в Среднеахтубинском районе, её высота составляет 90 метров.
На юго-западе от деревни расположены четыре турбазы, где работает основное население хутора. Если во времена СССР их названия зависели от организаций, к которым они прикреплены (Маш-строй, Чайка и т. д.), то с конца 1990-х они стали именоваться «Репино» для маркетинга. После чего местное население прикрепило неофициальные названия. Названия зависят от удаления от хутора, то есть от «Первой» и до «Четвертой».